# Velise (Fluss)
Die Velise (estnisch Velise jõgi) ist ein 75,7 km langer Fluss in Estland. Sein Einzugsgebiet umfasst 852 km².
Die Velise entspringt dem teilweise trockengelegten Moorgebiet Imsi (Kereküla), etwa drei Kilometer nordwestlich des Dorfes Lelle im Kreis Rapla. Die ersten tausend Meter des Flusslaufes sind geradlinig, was auf einen Abzugsgraben hinweist. 
Die Velise mündet im Dorf Rumba (Kreis Lääne) in den Fluss Vigala, dessen linker Nebenfluss sie. Sie ist der längste Nebenfluss der Vigala. Größere linke Nebenflüsse der Velise sind die Flüsse Nurtu, Naravere und Enge sowie der Bach Avaste.
Die Velise ist für ihren Fischreichtum bekannt. Am Mittellauf finden sich Hechte und Flussbarsche, am Unterlauf vor allem Rotaugen und Flussbarsche.